# لانچیا دیالفا-۱۸اچ‌پی
لانچیا دیالفا-۱۸اچ‌پی (Lancia Dialfa-۱۸HP) خودرویی است که در سال ۱۹۰۸ توسط شرکت لانچیا تولید شده‌است.
طراحی آن خودروهای موتور جلو-محور عقب بوده وزن آن در حالت طبیعی ۷۵۰ کیلوگرم (۱٬۶۵۳ پوند) است.
موتور آن ۳۸۱۵ سی‌سی سیستم جعبه‌دندهٔ آن ۴ دنده به صورت دستی است.